# Älplibahn

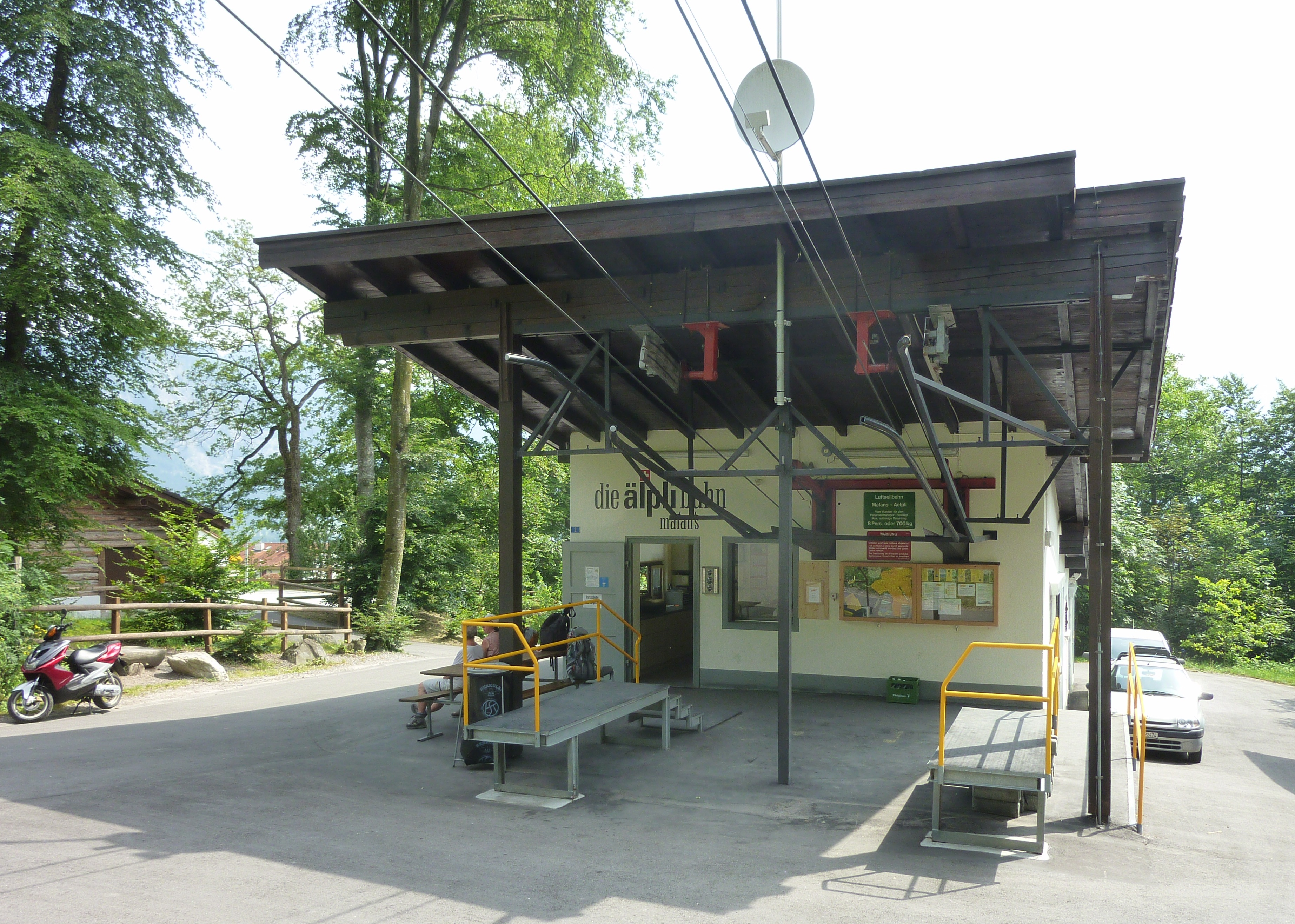
Talstation

Die Älplibahn in Malans in der Bündner Herrschaft ist eine während des Sommers betriebene Luftseilbahn vom Tal bis auf das Älpli am Vilan auf 1802 m. ü. M. 
Die Länge der Strecke beträgt 3482 Meter, der Höhenunterschied zwischen Tal- und Bergstation knapp 1200 Meter. Die Fahrzeit dauert rund 14 Minuten. Die Bahn ist eine Möglichkeit zum Start oder Ziel des Prättigauer Höhenweg zu gelangen.
Die Bahn wird vom genossenschaftlich organisierter Älplibahnverein betrieben.

## Geschichte
Die Älplibahn hat ihren Ursprung im Zweiten Weltkrieg und diente damals als Militärseilbahn MSB 105 der Versorgung der Grenztruppen. Die Gemeinde Malans war zu 10 Prozent an der Bahn beteiligt. 1939 wurde mit dem Bau begonnen, die Bahn dann 1941 in Betrieb genommen zu rein militärischen Zwecken. Von 1945 bis 1973 wurde sie touristisch genutzt, dann jedoch wegen fehlender finanzieller Mittel für Renovierungsarbeiten eingestellt. Ein neu gegründeter, genossenschaftlich organisierter Älplibahnverein sorgte 1982 für die Wiedereröffnung der Pendelbahn. Freiwilligen-Teams sorgen für den Betrieb der Bahn und des Restaurants bei der Bergstation.